# Johannes Zeylmans van Emmichoven
Johannes Emanuel Zeylmans van Emmichoven (Hága, 1926. augusztus 5. – 2008. július 9.) holland szerkesztő, kiadó, író, antropozófus
Apja Frederik Willem Zeylmans van Emmichoven (1893–1961), pszichiáter, antropozófus orvos, anyja Ingeborg Droogleever Fortuyn (1898–1960) euritmista volt.

## Élete
A gyermek Johannes Scheveningben nőtt fel, ahol apja klinikát vezetett.
1944 nyarán egy illegális határátlépésnél Németország felé letartóztatták. Hat hétig német vizsgálati fogságban ült.
- 1951-ben részt vett a Castrum Peregrini c. folyóirat alapításában, Amszterdamban.
- 1953-ban megnősült. (A hatvanas években elváltak.)
- 1966-ban a Christengemeenschap (Keresztény Közösség) papjává szentelték.
- 1968-tól a Jonas c. folyóirat alapításánál is közreműködött.
- 1968-ban másodszor is megnősült, felesége Cordula Schmidt (sz. 1940) lett.

Főműve dr. Ita Wegman életművének és hagyatékának feldolgozása, melyet három terjedelmes kötetben írt meg. Teljes (csonkítatlan) kiadása csak német és magyar nyelven olvasható.
Életének kései időszakában Németországban telepedtel le.
75 éves korában – művei magyar fordítása kapcsán – „felfedezte” Magyarországot.
Először 2001-ben járt hazánkban, ahova még háromszor visszatért.
Utolsó alkalommal 2003 pünkösdjén, ekkor lebetegedett, Budapesten kezelték.
Itt folytatta az Ita Wegman életéhez kapcsolódó negyedik kötet írását, amin élete végéig dolgozott.
A befejezetlen mű még nem került kiadásra.

## Művei
- Willem Zeylmans van Emmichoven. Ein Pionier der Anthroposophie (1979)
- Wer war Ita Wegman? I–III. (1990–1992); Ki volt Ita Wegman? I–III. (Arkánum Szellemi Iskola, 2002 és 2003)

## Magyarul
- A szív megerősítése. Egy misztériumiskolázás a jelenből. Rudolf Steiner és Ita Wegman együttműködése. Ki volt Ita Wegman? IV. kötet; ford. Almási Katalin; ProNatura Manufaktúra Kft., Bp., 2015
- Ki volt Ita Wegman?, 1-2.; 2. jav. kiad.; Arkánum Szellemi Iskola Alapítvány, Ispánk, 2016
  - 1. 1876–1925; ford. Exner Mónika, Lauer Katalin, Wetzer Erika
  - 2. 1925–1943; ford. Lauer Katalin, Silye Imre
- Ita Wegman és az antropozófia. Emanuel Zeylmansszal beszélget Wolfgang Weirauch; átdolg., ford. Almási Katalin; ProNatura Manufaktúra Kft., Ispánk, 2017

## Külső hivatkozások
- Fényképes riport (német nyelven)